# Agar Müller-Hinton

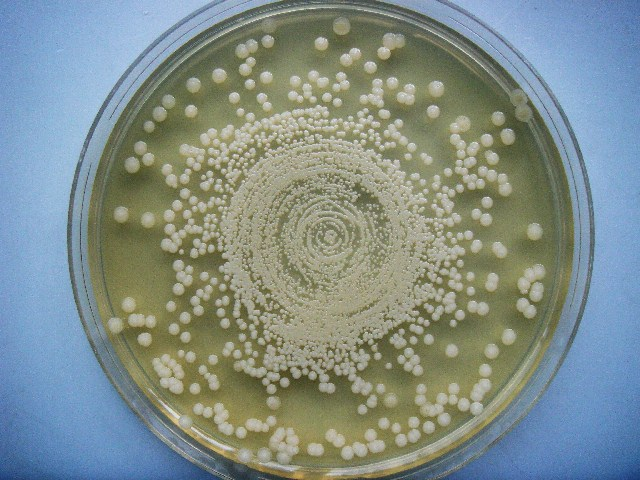
Colonias de Burkholderia pseudomallei en agar Mueller-Hinton tras 72 horas de incubación.

El agar Mueller-Hinton es un medio de cultivo microbiológico utilizado comúnmente para realizar la prueba de susceptibilidad a antibióticos.  También es usado para aislar y mantener especies de Neisseria y Moraxella.
Contiene:
- 2.0 g de extracto de carne
- 17.5 g de hidrolizado de caseína
- 1.5 g de almidón
- 17.0 g de agar
- disueltos en 1 litro de agua destilada
- pH ajustado a 7.3 ± 0.1 a 25 °C.[1]

También puede añadirse un cinco por ciento de sangre de oveja y NAD cuando se realiza la prueba de susceptibilidad en especies de los géneros Streptococcus o Campylobacter.
Tiene varias propiedades que lo hacen ideal para el uso de antibióticos sobre él. En primer lugar es un medio no selectivo y no diferencial, lo que significa que prácticamente todos los microorganismos cultivados crecerán en su superficie. Por otra parte, es un agar suelto, lo que permite una mejor difusión de los antibióticos (a diferencia de en otros medios con mayor proporción de agar), por lo que se observarán las zonas de inhibición verdaderas. Además, contiene almidón, que absorberá las toxinas liberadas por las propias bacterias, de modo que no interfieran con los antibióticos. 
El agar Mueller-Hinton fue desarrollado por John Howard Mueller y Jane Hinton en Harvard, como un medio de cultivo para el gonococo y el meningococo. Publicaron el método en 1941.